# Diaphoromyces marginatus
Diaphoromyces marginatus är en svampart som först beskrevs av Roland Thaxter, och fick sitt nu gällande namn av Roland Thaxter 1926. Diaphoromyces marginatus ingår i släktet Diaphoromyces och familjen Laboulbeniaceae.   Inga underarter finns listade i Catalogue of Life.